# Берт Пејтнод
Бертранд "Берт" Артур Пејтнод (4. новембар 1909 — 4. новембар 1974) био је амерички фудбалер који је играо као нападач. Иако је то раније било спорно, ФИФА га је сада званично прогласила за стрелца првог хет трика у историји Светског првенства. Члан је Фудбалске куће славних Сједињених Држава.

## Клупска каријера
Рођен у Масачусетсу 1909. године, Пејтнод је почео да игра у такмичарским локалним лигама у свом родном граду Фол Ривер, Масачусетс. 1928. године потписао је свој први професионални уговор са Philadelphia Field Club-ом Америчке фудбалске лиге. У осам утакмица постигао је шест голова. Упркос овој продуктивности, прешао је у J. & P. Coats на једну лигашку утакмицу, а затим је поново прешао у клуб у свом родном граду -  Fall River Marksmen. Ту је остао до лета 1930, освојивши 1930. Национални куп, пре него што је прешао у Newark Americans. На пет утакмица 1930-1931. године постигао је седам голова у пет утакмица, али нашао се поново код Marksmen-а до краја сезоне. Године 1931. Fall River Marksmen се спојио са клубом New York Soccer и формирао New York Yankees. Међутим, Fall River је већ почео играти утакмице Националног купа. Стога, мада су Yankees освојили национални куп, забележено је да је победник Fall River. У првенству купа, Пејтнод је постигао пет голова у првој победи Yankees 6–2 над чикашким Bricklayers and Masons F.C. Пејтнод је остао са Yankees-има до пролећа 1931. године. У јесен 1931. године играо је са клубом New York Giants.
Изгледа да је 1933. године Пејтнод потписао уговор са Philadelphia German-American друге америчке фудбалске лиге. Године 1934, Пејтнод је отишао на запад да потпише са St. Louis Central Breweries у фудбалској лиги Ст. Луиса, у том тренутку једину професионалну лигу у земљи. Central Breweries, опскрбљене будућом Кућом славних, освојиле су титулу првака Лиге и Национални куп 1935. године. 1935. године Central Breweries су напустили лигу, постали независна екипа и изгубили спонзорство пиваре. Пејтнод је остао са тимом који се сада зове St. Louis Shamrocks. 1936. године, Shamrocks- и су стигли до финала Националног купа који су освојили Philadelphia German-American.
1936. године Пејтнод се вратио на исток где је играо једну сезону са клубом Philadelphia Passon из АСЛ-а пре него што је нестао са професионалне сцене. Вратио се у Фол Ривер и бавио се сликарством и столаријом до смрти 1974.

## Међународна каријера
1930. године Пејтнод је позван у репрезентацију САД на Светском првенству 1930. године. У том првенству постигао је погодак у утакмици против Белгије, а затим хет трик у победи над Парагвајам од 3:0. Након елиминације од стране Аргентине у полуфиналу, САД су кренуле на егзибициону турнеју по Јужној Америци, завршивши поразом од 4:3 од Бразила, у којем је Пејтнод постигао свој шести и последњи погодак у САД тиму и више се није појавио са националним тимом.
Пејтнодов рекорд од четири гола на једном Светском првенству и даље је стандард за америчког играча. Поред тога, његов укупни успех остао је најзначајније обележје у каријери за једног америчког играча, све док Ландон Донован није постигао трећи, четврти и пети гол на Светском првенству 2010. године.

### Хет трик на светском првенству
Пејтнодов историјски дан догодио се 17. јула 1930, када су Сједињене Државе играле против Парагваја. Почетни погодак постигао је у десетом минуту. За други погодак у петнаестом минуту било је различитих тумачења: као ауто гол Аурелија Гонзалеса (према РСССФ), као регуларни погодак Американца Тома Флорија (према званичној евиденцији мечева ФИФА), или као други Пејтнодов гол (према фудбалској федерацији Сједињених Држава). Гол Пејтнода у 50. минуту донео је САД победу од 3:0 над Јужно-американцима.
Спор око другог гола довео је до забуне што се тиче првог хет трика светског првенства, пошто је Аргентинац Гиљермо Стабиле постигао исто против Мексика само два дана након утакмице САД-Парагвај. Међутим, ФИФА је 10. новембра 2006. саопштила да је Пејтнод прва особа која је постигла хет трик у игри за Светско првенство, потврдивши да је он постигао сва три гола.
Пејтнод је уведен у америчку Фудбалску кућу славних 1971. Умро је у Фол Риверу на свој шездесетипети рођендан.

## Титуле и награде

### Клуб
Fall River Marksmen
- Америчка фудбалска лига: 1928-1929, 1929, 1930
- Национални куп: 1930, 1931

St. Louis Central Breweries
- Национални куп: 1935

### Међународне
Сједињене Америчке Државе
- Треће место ФИФА Светског првенства: 1930

### Појединачно
- Бронзана ципела Светског првенства ФИФА: 1930
- Ол-Стар тим Светског првенства: 1930
- Кућа славних америчког фудбала: 1971